# Pinebridge Bucks
Die Pinebridge Bucks waren ein US-amerikanisches Eishockeyfranchise der Atlantic Coast Hockey League in Spruce Pine, North Carolina. 

## Geschichte
Die Pinebridge Bucks nahmen zur Saison 1983/84 als Expansionsteam den Spielbetrieb in der Atlantic Coast Hockey League auf. Als Cheftrainer wurde der Kanadier Don Luce verpflichtet, der als aktiver Spieler in fast 1000 Spielen in der National Hockey League auf dem Eis gestanden hatte. Nach einem enttäuschenden Saisonstart wurde er jedoch bereits frühzeitig entlassen und durch den Rekordspieler der Bucks Frank Perkins ersetzt, der als Spielertrainer die Mannschaft in den folgenden eineinhalb Jahren auf Platz fünf und drei nach der regulären Saison führte. Im Anschluss an die Saison 1984/85 stellten die Pinebridge Bucks schließlich den Spielbetrieb ein.    

## Saisonstatistik
Abkürzungen: GP = Spiele, W = Siege, L = Niederlagen, T = Unentschieden, OTL = Niederlagen nach Overtime SOL = Niederlagen nach Shootout, Pts = Punkte, GF = Erzielte Tore, GA = Gegentore, PIM = Strafminuten
| Saison  | GP | W  | L  | T | OTL | SOL | Pts | GF  | GA  | Platz    | Playoffs |
| 1983–84 | 72 | 25 | 47 | 0 | —   | —   | 52  | 329 | 422 | 5., ACHL |          |
| 1984–85 | 64 | 33 | 25 | 6 | —   | —   | 72  | 306 | 298 | 3., ACHL |          |

## Team-Rekorde

### Karriererekorde
Spiele: 90  Frank Perkins
Tore: 105  Rob Clavette
Assists: 140  Rob Clavette
Punkte: 245  Rob Clavette
Strafminuten: 364  Frank Perkins

## Bekannte Spieler
- Kim Collins (war in der DEL als Spieler und Trainer aktiv)
- Ray LeBlanc (Torwart der USA bei den Olympischen Winterspielen 1992)